# الخرت (نجم)

خريطة كوكبة الأسد، ونجم الخرت هو النجم الذي يظهر بجانبه رمز "θ".

الخرت أو «ثيتا الأسد» هو نجم يقع في كوكبة الأسد و«الخرت» هو اسمٌ أطلقه العرب القدماء على أحد أضلاع الجسم. يبلغ قدره الظاهري 3,4 ويبعد عنا 170 سنة ضوئية. يقع على يمين نجم ذيل الأسد (وهو النجم الذي يقع في أقصى يسار الخريطة).